# Clinopodium revolutum
Clinopodium revolutum là một loài thực vật có hoa trong họ Hoa môi. Loài này được (Ruiz & Pav.) Govaerts mô tả khoa học đầu tiên năm 1999.